# Hornbartjärnen (Trehörningsjö socken, Ångermanland)
Hornbartjärnen är en sjö i Örnsköldsviks kommun i Ångermanland och ingår i Husåns huvudavrinningsområde.